# Quận Christian, Illinois
Quận Christian là một quận thuộc tiểu bang Illinois, Hoa Kỳ.
Quận này được đặt tên theo. Theo điều tra dân số của Cục điều tra dân số Hoa Kỳ năm 2000, quận có dân số 35.372 người. Quận lỵ đóng ở Taylorville, Illinois6.

## Địa lý
Theo Cục điều tra dân số Hoa Kỳ, quận có diện tích 1854 km2, trong đó có 17 km2 là diện tích mặt nước.

## Thông tin nhân khẩu
Theo điều tra dân số Mỹ năm 2000, quận đã có dân số 35.372 người, 13.921 hộ gia đình, và 9.480 gia đình sống trong quận hạt. Mật độ dân số là 50 người trên một dặm Anh vuông (19/km ²). Có 14.992 đơn vị nhà ở mật độ trung bình là 21 trên một dặm Anh vuông (8/km ²). Cơ cấu chủng tộc của dân cư sinh sống trong quận bao gồm 96,34% người da trắng, 2,14% da đen hay Mỹ gốc Phi, 0,16% người Mỹ bản xứ, 0,37% châu Á, Thái Bình Dương 0,03%, 0,47% từ các chủng tộc khác, và 0,48% từ hai hoặc nhiều chủng tộc. 0,98% dân số là người Hispanic hay Latino thuộc một chủng tộc nào. 26,7% là người gốc Đức, 20,5% người Mỹ, 11,9% tiếng Anh, 10,6% và 6,9% Ailen gốc Ý theo điều tra dân số năm 2000. 98,1% nói người gốc Anh và 1,1% tiếng Tây Ban Nha là ngôn ngữ đầu tiên của họ.
Có 13.921 hộ, trong đó 30,40% có trẻ em dưới 18 tuổi sống chung với họ, 55,30% là đôi vợ chồng sống với nhau, 9,10% có một chủ hộ nữ và không có chồng, và 31,90% là không lập gia đình. 28,40% hộ gia đình đã được tạo ra từ các cá nhân và 14,70% có người sống một mình 65 tuổi hoặc lớn hơn. Cỡ hộ trung bình là 2,41 và cỡ gia đình trung bình là 2,94.
Tháp tuổi dân cư sinh sống trong quận với tỷ lệ như sau: 24,10% dưới độ tuổi 18, 7,60% 18-24, 28,10% 25-44, 23,00% từ 45 đến 64, và 17,20% từ 65 tuổi trở lên người. Độ tuổi trung bình là 39 năm. Đối với mỗi 100 nữ có 99,60 nam giới. Đối với mỗi 100 nữ 18 tuổi trở lên, đã có 97,30 nam giới.
Thu nhập trung bình cho một hộ gia đình trong quận đã đạt mức USD 36.561, và thu nhập trung bình cho một gia đình là USD 43.342. Phái nam có thu nhập trung bình USD 32.344 so với 22.522 USD của phái nữ. Thu nhập bình quân đầu người đạt mức 17.937 USD. Có 6,50% gia đình và 9,50% dân số sống dưới mức nghèo khổ, bao gồm 13,40% những người dưới 18 tuổi và 10,20% của những người 65 tuổi hoặc hơn.